# Anoplognathus nebulosus
Anoplognathus nebulosus är en skalbaggsart som beskrevs av Macleay 1864. Anoplognathus nebulosus ingår i släktet Anoplognathus och familjen Rutelidae.

## Underarter
Arten delas in i följande underarter:
- A. n. moanus
- A. n. acuminatus